# Amt Medingen
Das Amt Medingen war ein historisches Verwaltungsgebiet des Fürstentums Lüneburg, später des Königreichs Hannover bzw. der preußischen Provinz Hannover. Übergeordnete Verwaltungsebene war ab 1823 die Landdrostei Lüneburg.

## Geschichte
Kern des südöstlich von Lüneburg gelegenen Amtssprengels war der Propsteibesitz des Zisterzienserinnenklosters Medingen, das im Zuge der Reformation in ein evangelisches Damenstift umgewandelt wurde. Die Propsteigüter wurden 1529 durch Herzog Ernst den Bekenner vereinnahmt. Der Amtssprengel entsprach wohl dem des Gogerichts Bevensen. Untergliedert war er in mehrere Gerichtsbezirke (Veeste). Wohl erst im 16./17. Jahrhundert bildete sich eine normale Amtsverwaltung heraus. 1795 wurde das Amt um den größten Teil der bisher zum Amt Winsen (Luhe) zugehörigen Vogtei Bienenbüttel vermehrt, die im Wesentlichen aus Streubesitz in 61 Dörfern bestand. Außerdem kamen die Dörfer Höver und Oetzendorf vom Amt Bodenteich hinzu. Die Dörfer Golste und Seedorf fielen 1852 an das Amt Ebstorf, Barnstedt und Glüsingen an das Amt Lüne. 1859 wurde das Amt Ebstorf in das Amt Medingen eingegliedert. Aus dem Amt Lüne kam Bohndorf hinzu, acht weitere Gemeinden (Boecke, Hagen, Hohenzethen, Groß Malchau, Reddien, Stoetze, Testorf und Weste) aus dem Amt Oldenstadt. Seit 1867 bildeten das Amt Medingen, das Amt Oldenstadt und die amtsfreie Stadt Uelzen den (Steuer-)Kreis Uelzen. Bei der Einführung der Kreisverfassung (1885) ging das Amt Medingen im Kreis Uelzen auf.

## Gemeinden
Vor der Vereinigung mit dem Amt Ebstorf (1859) gehörten dem Amt Medingen folgende Gemeinden an:
| - Addenstorf - Aljarn - Almstorf - Altenmedingen - Bargdorf - Barum - Bevensen - Beverbeck - Bienenbüttel - Bostelwiebeck - Brockhimbergen - Bruchtorf - Klein Büstorf - Drögennottorf | - Eddelstorf - Edendorf - Eitzen - Emmendorf - Gollern - Groß Hesebeck - Groß Thondorf - Haaßel - Havekost - Heitbrack - Himbergen - Höver - Hohenbüstorf | - Hohnstorf - Jastorf - Jelmstorf - Kettelstorf - Klein Hesebeck - Klein Thodorf - Kollendorf - Masbrock - Medingen - Nassennottorf - Niendorf - Oetzendorf - Rieste - Röbbel | - Römstedt - Rohrstorf - Sasendorf - Secklendorf - Steddorf - Strothe - Tätendorf-Eppensen - Vinstedt - Vorwerk - Walmstorf - Westersunderberg - Wichmannsburg |

- Karte mit allen verlinkten Seiten:
- OSM |
- WikiMap

## Amtmänner
- 17./18. Jh.: Johann Matthias Behrens, * ca. 1665, Amtsschreiber
- 18. Jh.: Johann Conrad Hahn
- 1818–1825: Staats Georg Koch, Oberamtmann
- 1825–1831: August Vogt, Amtmann, ab 1828 Oberamtmann
- 1832: vakant
- 1833–1841: Christian von Zesterfleth, Oberhauptmann
- 1842–1846: August von Kaufmann, Amtmann
- 1847–1850: August Ludewig Wilhelm Freiherr von Meding, Regierungsrat
- 1851–1852: vakant
- 1853–1866: Otto Ludwig von Meltzing, Amtmann, später Oberamtmann
- (1867) 1868–1873: Alfred Schultz, Amtmann
- 1873-: Kaspar (auch: Caspar) von der Decken, Regierungsassessor (kommissarisch), verheiratet mit Melanie von Hugo; später Regierungsrat in Hildesheim
- 1878–1881: von Dobbeler, Amtmann (kommissarisch)
- 1882–1885: Conrad von Massow